# 第一潜水艇
第一潜水艇（日语：第一潜水艇）是日本海军的潜艇，是第一型潜艇的一号舰。最初名称为第一潜水艇，后改称第一潜水艦。

## 舰历
1904年（明治37年）6月30日签定合同，由美国通用动力电船公司开工建造。1904年11月20日，运送至横须贺海军工场，同年11月30日，由横须贺海军工场进行组装。1905年（明治38年）3月30日下水，同年7月31日竣工，命名为第一潜水艇。1919年（大正8年）4月1日，改名为第一潜水艦，分类至三等潜艇。1921年（大正10年）4月30日除籍。

### 历代舰长
- 小栗孝三郎（日语：小栗孝三郎）中佐：1905年8月1日-1906年2月24日

- 中原義正（日语：中原義正）大尉：1920年12月1日-1921年4月30日